# Regione di Brėst
La regione di Brėst (in bielorusso Брэсцкая вобласць?, Brėsckaja voblasc') o oblast' di Brest (in russo Брестская область?, Brestskaja oblast') è una delle sei regioni (voblasci) della Bielorussia.

## Geografia fisica
Il capoluogo è la città di Brėst; la regione è situata nella regione storica della Polesia. Confina ad ovest con la Polonia, a sud con l'Ucraina, a nord con le regioni di Hrodna e di Minsk e ad est con la regione di Homel'.

## Suddivisione
La regione è divisa in 16 distretti più tre urbani (Baranavičy, Brėst e Pinsk), 225 villaggi, 20 città e 9 comuni urbani. Qui riportato l'elenco dei raëny (in russo: rajon):
- Distretto di Baranavičy (in russo Барановичский район?, Baranovičskij rajon)
- Distretto di Bjaroza (in russo Берёзовский район?, Berëzovskij rajon)
- Distretto di Brėst (in russo Брестский район?, Brestskij rajon)
- Distretto di Drahičyn (in russo Дрогичинский район?, Drogičinskij rajon)
- Distretto di Hancavičy (in russo Ганковичский район?, Gankovičskij rajon)
- Distretto di Ivacėvičy (in russo Ивачевичский район?, Ivačevičskij rajon)
- Distretto di Ivanava (in russo Ивановский район?, Ivanovskij rajon)
- Distretto di Kamjanec (in russo Каменецкий район?, Kameneckij rajon)
- Distretto di Kobryn (in russo Кобринский район?, Kobrinskij rajon)
- Distretto di Ljachavičy (in russo Ляховичский район?, Ljachovičskij rajon)
- Distretto di Luninec (in russo Лунинецкий район?, Lunineckij rajon)
- Distretto di Malaryta (in russo Малоритинский район?, Maloritinskij rajon)
- Distretto di Pinsk (in russo Пинский район?, Pinskij rajon)
- Distretto di Pružany (in russo Пружанский район?, Pružanskij rajon)
- Distretto di Stolin (in russo Столинский район?, Stolinskij rajon)
- Distretto di Žabinka (in russo Забинковский район?, Zabinkovskij rajon)

## Città

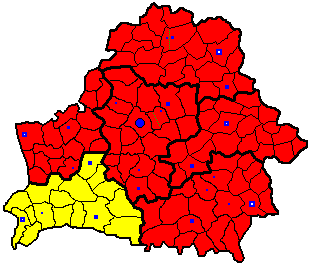
Mappa a suddivisione distrettuale

### Centri maggiori
- Brėst (300.000)
- Baranavičy (168.600)
- Pinsk (130.500)
- Kobryn (51.000)
- Bjaroza (30.000)
- Ivacėvičy (24.100)
- Luninec (23.900)

### Altri centri
- Ivanava
- Malaryta
- Žabinka
- Kosava
- Voŭčyn